# Paramaka incognita
Paramaka incognita is een haft uit de familie Leptophlebiidae. De wetenschappelijke naam van de soort is voor het eerst geldig gepubliceerd in 2014 door Domíniguez, Grillet, Nieto, Molineri en Guerrero.

## Voorkomen
De soort komt voor in Venezuela.